# Heidwiller
Heidwiller település Franciaországban, Haut-Rhin megyében. Lakosainak száma 656 fő (2022. január 1.). Heidwiller Illfurth, Saint-Bernard, Carspach, Aspach, Tagolsheim és Spechbach községekkel határos.

## Népesség
A település népességének változása:
| Lakosok száma | 586  | 591  | 620  | 624  | 641  | 645  | 666  | 670  | 656  |
|               | 2013 | 2015 | 2016 | 2017 | 2018 | 2019 | 2020 | 2021 | 2022 |